# Grudzianka (rzeka)
Grudzianka – rzeka na Wysoczyźnie Łobeskiej, w północno-zachodniej Polsce, w województwie zachodniopomorskim, w powiecie świdwińskim, na obszarze gminy Połczyn-Zdrój; lewy dopływ Mogilicy. 
Źródło znajduje się ok. 0,5 km na północ od osady Skarbimierz. Biegnie na północ przez miejscowości: Bronowo, Szeligowo, Sucha oraz Redło, za którą uchodzi do Mogilicy.
Obszar od źródła do Bronowa został objęty obszarem specjalnej ochrony ptaków "Ostoja Drawska".
Nazwę Grudzianka wprowadzono urzędowo w 1948 roku, zastępując poprzednią niemiecką nazwę Hugel Bach.